# Josheqan e Kamu
Josheqān e Kāmū, Jowsheqān Vakāmū (farsi جوشقان و کامو) è una città dello shahrestān di Kashan, circoscrizione di Qamsar, nella Provincia di Esfahan.